# 民憲党
民憲党（みんけんとう）は、中華民国初期の公開政党。1913年（民国2年）10月21日成立。

## 経過
梁士詒が結成した親袁世凱の御用政党・公民党が台頭してくると、やはり親袁政党であった進歩党は危機感を抱くようになる。そこで、かねてからの政敵であった国民党の有志と進歩党の有志は、それぞれ在籍していた政党を離党し、新たに民憲党を結成して公民党に対抗しようと図った。
主な構成員としては、国民党から張耀曽、谷鍾秀、楊永泰、沈鈞儒などが、進歩党から丁仏言、李国珍などがあげられる。民主精神の貫徹、立憲政治の励行、国家への忠誠義務、民主国体の擁護などを主張した。
しかし同年11月4日、国民党議員438人の議員資格が袁世凱により剥奪され、15日には正式に国会が停止される。これにより民憲党も事実上崩壊した。